# Musara Pakat
Musara Pakat is een bestuurslaag in het regentschap Bener Meriah van de provincie Atjeh, Indonesië. Musara Pakat telt 222 inwoners (volkstelling 2010).